# 오늘만 같아라
《오늘만 같아라》는 2011년 11월 21일부터 2012년 5월 18일까지 방송된 MBC의 저녁 일일연속극이다.
한편, MBC는 <오늘만 같아라> 후속으로 임성한(본명 임영란) 작가의 신작을 편성할 예정이었으나 임 작가의 남편 손문권 PD의 사망 때문에 편성이 보류되자 그대 없인 못살아를 2012년 5월 21일부터 편성할 계획이었다.
하지만, 준비 부족과 MBC 노조 총파업 탓인지 MBC는 일일극 시간에 수목 미니시리즈 최고의 사랑 재방송을 5일 간 편성했으며 이 때문에 그대 없인 못살아는 2012년 5월 28일로 첫 회가 변경됐다.
아울러, 대부분의 일일극이 그랬던 것처럼 '출생의 비밀' 내용으로 일관했다는 지적이 있었다.

## 등장인물

### 주요 인물
- 김갑수 : 장춘복 역

해준의 이복형이자 장지완, 장지수 남매의 아버지. 오갑분의 아들로 현재 주유소 사장이다.
- 김미숙 : 윤인숙 역 (아역 : 추예진)

춘복의 아내. 장지완, 장지수 남매의 엄마.
- 이재윤 : 장지완 역

춘복과 인숙의 첫째아들
- 한그루 : 김미호 역
- 김승수 : 장해준 역 (아역 이도현)

춘복의 이복동생. 평소에도 냉소적이고 까칠하지만 춘복 앞에서는 속마음을 털어놓는다. 자라면서 자신을 미워하는 큰어머니 갑분을 이해하게 됐고 연민의 정을 느끼게 된다. 나이가 많은 형님을 아버지처럼 따른다.

### 양진, 춘복네
- 김영옥 : 오갑분 역

춘복의 어머니.
- 정재순 : 이옥자 역

해준의 생모. 춘복의 아버지와 눈이 맞아 야반도주해서 같이 살았고 병이든 해준의 아버지가 본처에게 돌아가 숨을 거두자 살길이 막막해진 그녀는 해준을 큰댁에 밀어넣고 살길을 찾아간다.
- 정성윤 : 강경식 역

### 상엽네
- 홍요섭 : 문상엽 역
- 견미리 : 이재경 역
- 박시은 : 문희주 역 (특별출연)
- 양진성 : 문효진 역

### 준태네
- 이한위 : 김준태 역
- 박순천 : 박정심 역
- 배제기 : 김세훈 역
- 최문경 : 크리스티나 역

### 그 외 인물
- 황인영 : 정유미 역
- 정한헌 : 이진구 역

## 연장
- 오늘만 같아라 방영 분량이 120부작에서 8회 연장되어 128부작으로 변경 및 확정되었다.

## 참고 사항
- 김미숙(윤인숙 역)과 견미리(이재경 역)가 호흡을 맞춘 드라마 중의 하나 중에 KBS 1TV 강이 되어 만나리가 갔는데[4] 극중 정유미 역으로 나온 황인영은 강이 되어 만나리의 작가 이금림씨의 전작인 KBS 2TV 푸른 안개 젊은 여주인공 물망에 한때 거론[5]된 바 있었다.